# Горелый (вулкан)
Горелый — действующий вулкан, расположен на юге Камчатки, относится к Восточно-Камчатскому вулканическому поясу. Имеет крупный долгоживущий щитовой эруптивный центр, сохраняющий эруптивную активность в настоящее время. Состоит из 5 перекрывающихся стратовулканов, которые находятся в кальдере диаметром 10×13 км. Сложен андезитами и дацитами. Образовался примерно 38–40 тысяч лет назад. Объём изверженного материала тогда составил около 100 км³. Максимальная толщина застывших лав составляет 200 м. Состоит из 11 конусов и порядка 30 кратеров. Некоторые кратеры заполнены кислотой или пресной водой. В раннем голоцене был обильный выход лав. Примерно 6000 лет назад тип извержений носил взрывной характер. Начиная с XV века извержения вулкана имеют умеренный характер с выходом лав на поверхность и прерывистыми эксплозивными извержениями. Присутствовали также и фреатические извержения. В современный период вулкан извергался более 50 раз. Извержения имели разный характер, от умеренного излияния вулканических лав до взрывных с выбросом большого количества пепла, газов и обломков вулканических пород на поверхность. Время от времени извержения были настолько сильные, что вулканический пепел достигал вод Тихого океана и таких близлежащих населённых пунктов, как Петропавловск-Камчатский, Начики, Паратунка, частички вулканической деятельности поднимались на высоту более 3 км. Озеро в кальдере появилось в период 1978–1979 гг., также с этого времени наблюдается постоянная активность фумарол в кратерах вулкана. Последний раз вулкан проявлял активность летом 2010 года. Тогда уровень озера, образовавшегося в 1978 году, стал падать, происходили колебания почв, повысилась температура фумарол, происходили значительные выбросы паров и газа. Спад активности вулкана пришёлся на ноябрь 2010 года. В настоящий момент нет данных об активности вулкана.
В его строении чётко выделяются:

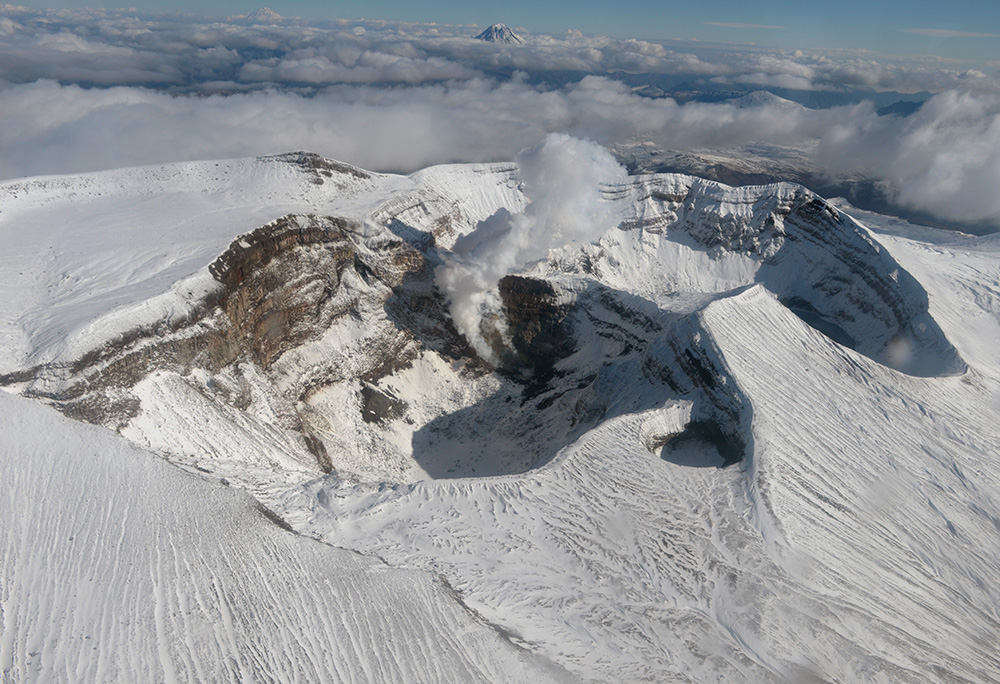

- докальдерная постройка — вулкан Пра-Горелый (диаметр 20–25 км);
- кальдера (диаметр ~ 12 км);
- мощная игнимбритовая толща (объём ~ 100 км³);
- комплекс шлаковых конусов посткальдерного вулканизма;
- хребтообразная современная постройка — Молодой Горелый (вершину венчают 3 крупных слившихся конуса с 11 кратерами, наложенными друг на друга);
- комплекс современных побочных конусов (около 40) на склонах вулкана Молодой Горелый.

## Панорама

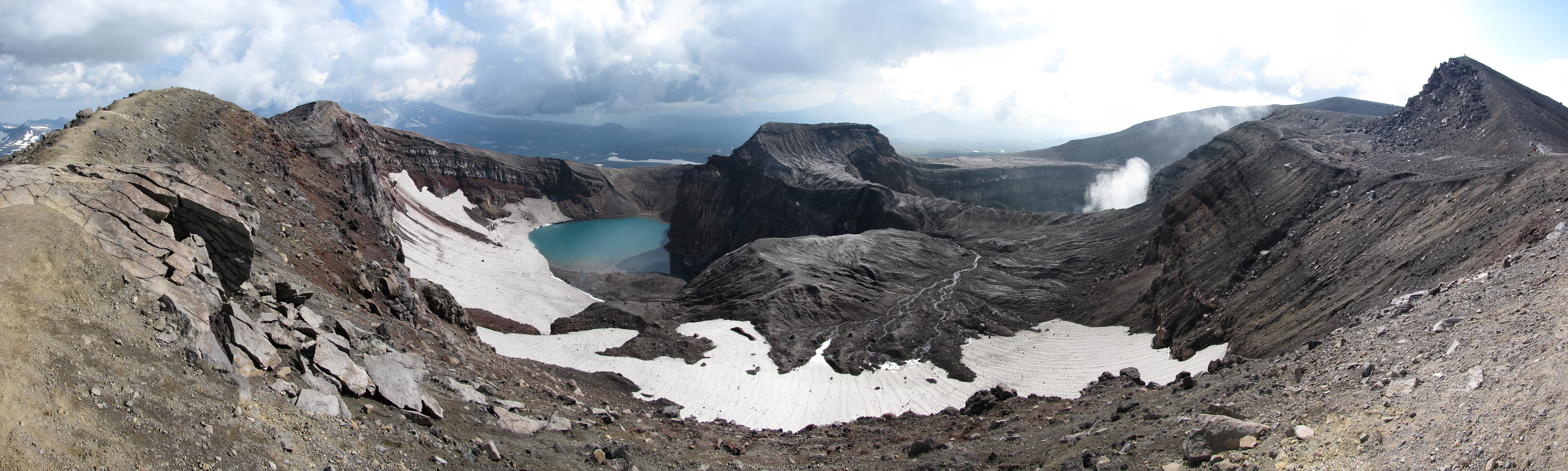
Панорама кратера вулкана Горелый